# هامور منقط
الهامور المنقط (الاسم العلمي Epinephelus epistictus)، نوع من الهامور وفصيلة القرفصية. موطنه منطقة المحيط الهادي الهندي، يوجد في ولاية البحر الأحمر وبحر جنوب أفريقيا والهند وجنوب شرق آسيا وأستراليا وشمال اليابان على الساحل المطل على المحيط الهادي. وطوله يرواح عند أقصى نمو له من 70 إلى 80 سم. وهي سمكة قاعية تعيش على عمق من 70 إلى 300 م.